# Basterotia panamica
Basterotia panamica is een tweekleppigensoort uit de familie van de Basterotiidae. De wetenschappelijke naam van de soort is voor het eerst geldig gepubliceerd in 1999 door Coan.